# Passerellidae
Passerellidae — родина горобцеподібних птахів Нового Світу. Переважно живляться насінням, із конусоподібними дзьобами, коричневого або сірого кольору, багато з них мають характерний малюнок оперення голови.
Систематично Passerellidae Нового Світу близькі до вівсянок. Вони також схожі як за зовнішнім виглядом, так і за звичками на в'юркових, до яких їх іноді зараховували.

## Таксономія
Роди, віднесені до родини Passerellidae, раніше були включені разом з вівсянками в родину Emberizidae . Філогенетичний аналіз послідовностей ядерної та мітохондріальної ДНК, опублікований у 2015 році, показав, що Passerellidae утворюють монофілетичну групу, яка мала недостатньо переконливий зв'язок з Emberizidae. Тому Emberizidae були розділені, і родина Passerellidae таким чином була відновлена. Первинно вона була заснована німецьким орнітологом Жаном Кабанісом у 1851 році як підродина Passerellinae.
Міжнародний орнітологічний конгрес (МОК) визнає ці 138 видів у родині, розподілених серед 29 родів у такій послідовності. Включений один вимерлий вид, таві бермудський. Північноамериканський та південноамериканський класифікаційні комітети Американського орнітологічного товариства (AOS) якийсь час не визнавали відділення всіх цих видів і використовували інші конфігурації родів. На сайті АОТ 2020 року вміст родини Passerellidae більш-менш відповідає пропонованому з незначними винятками у родах і видах. Геннадій Фесенко поки-що консервативно відносить усіх цих новоутворених Passerellidae до вівсянкових (Emberizidae). Також представники роду Ammospiza у нього показані в роді Ammodramus — Багновець.
- Танагрова вівсянка (Oreothraupis) — 1 вид
- Зеленник (Chlorospingus) — 8 видів
- Строкатоголовий чінголо (Rhynchospiza) — 3 види
- Чінголо (Peucaea) — 8 видів
- Багновець (Ammodramus) — 3 види
- Риджвея (Arremonops) — 4 види
- Білогорла вівсянка-пустельниця (Amphispizopsis) — 1 вид
- Вівсянка-пустельниця (Amphispiza) — 1 вид
- Потюк (Chondestes) — 1 вид
- Корибіг (Calamospiza) — 1 вид
- Карнатка (Spizella) — 6 видів
- Тихоголос (Arremon) — 20 видів
- Рябогруда вівсянка (Passerella) — 1 вид
- Північна вівсянка (Spizelloides) — 1 вид
- Юнко (Junco) — 5 видів
- Бруант (Zonotrichia) — 5 видів
- Сіроголова вівсянка-пустельниця (Artemisiospiza) — 2 види
- Смугаста вівсянка (Oriturus) — 1 вид
- Польова вівсянка (Pooecetes) — 1 вид
- Ammospiza — 4 види
- Centronyx — 2 види
- Саванова вівсянка (Passerculus) — 4 види
- Мексиканський пасовник (Xenospiza) — 1 вид
- Пасовка (Melospiza) — 3 види
- Великонога вівсянка (Pezopetes) — 1 вид
- Кубинська вівсянка (Torreornis) — 1 вид
- Чіапа (Melozone) — 8 видів
- Пінсон (Aimophila) — 3 види
- Тауї (Pipilo) — 4 види
- Заросляк (Atlapetes) — 33 види

## зовнішні посилання
- Відео, фотографії та звуки американських пасереллід [Архівовано 3 вересня 2011 у Wayback Machine.] в Інтернет-колекції птахів

| Птах | Це незавершена стаття з орнітології. Ви можете допомогти проєкту, виправивши або дописавши її. |